# Den jyske Hede
|  | Denne artikel er oprettet af botten Steenthbot ud fra en ekstern database. Den kan derfor have sproglige fejl eller mangler. Denne skabelon kan fjernes efter kontrol af indholdet. |

Den jyske Hede er en dansk dokumentarisk optagelse.

## Handling
Optagelser fra den jyske hede. Familien kører ud i oksekærre og høster med le. Brød bages i en udendørs ovn. Bondekonen og de to døtre karter, spinder og strikker på gårdspladsen. Vandet trækkes op af brønden, så hesten kan drikke. Der skæres siv, og leen slibes. På den sandede hede dyrkes der også jordbær. Optagelserne er uden årstal.